# Lepthyphantes striatiformis
Lepthyphantes striatiformis là một loài nhện trong họ Linyphiidae.
Loài này thuộc chi Lepthyphantes. Lepthyphantes striatiformis được Lodovico di Caporiacco miêu tả năm 1934.